# Windir
A Windir egy norvég black metal zenekar volt 1994 és 2004 közt. A szó a norvég nyelv egyik nyelvjárásában, a sognamålban harcost jelent.

## A zenekar története

### Kezdeti idők és az első nagylemez (1994–1997)
A Windir egy "folkloric black metal" zenekar a norvégiai Sogndalból, eredetileg Valfar (Terje Bakken) egyszemélyes zenekaraként indult 1994-ben. Valfar korábban játszott néhány death/black metal zenekarban, de ezek nem különösebben fogták meg az érdeklődését, így elhatározta, hogy megalapítja saját zenekarát, ahol senki sem rontja el a zenei elképzeléseit. Két demót rögzített a kilencvenes évek közepén, az egyiket Sogneriket, s a másikat pedig Det gamle riket címmel, 1994-ben, illetve 1995-ben. Ezek a demók black metalos körökben sok jó kritikát kaptak, aminek következményeként több norvég és más nemzetiségű kiadó is szerződést ajánlott, és 1996 vége felé a Windir a norvég Head Not Found kiadóval kötött szerződést, két nagylemezre. A bemutatkozó lemez, a Sóknardalr 1997 januárjában került rögzítésre Oslóban, és még ez év áprilisában kiadásra is került. Az egész felvétel mindössze 4 napig tartott, de a munka eredménye egy jól sikerült, zord és sötét hangulatú lemez lett. A Sóknardalr zeneszerzői tehetségről és zenei eredetiségről tanúskodott, a durva black metal és az epikus népzenei dallamok keverékével. Valfar, a dobokon kívül, maga énekelt és játszott fel minden hangszert a lemezre. A Sóknardalr sok jó kritikát kapott, és egy éven belül több, mint 2000 darab kelt el belőle.

### Arntor (1997–2000)
A Sóknardalr kiadása után Valfar azonnal elkezdte írni az új anyagot a második nagylemezhez, aminek is a felvételei a méltán híres bergeni Grieghallen stúdióban történtek 1998 Augusztusa és Októbere között, a hangmérnök pedig nem más, mint Pytten (Eirik Hundvin) volt, aki korábban az Emperor, az Immortal, a Burzum, és a Mayhem zenekarral is készített lemezeket. Ezúttal Valfar úgy döntött, hogy vendégzenészek segítségét hívja, mert a zene összetettsége tökéletes hangszeres tudást kívánt ahhoz, hogy az anyagot rendben fölvegyék. De, a károgás, a ritmusgitár, a basszusgitár, a szintetizátor és a harmonika még mindig Valfar asztalrésze volt. Az Arntor 1999 tavaszán/nyarán jelent meg Norvégiában, és 1999 őszén a Föld többi részén. A lemez egyértelmű fejlődést mutatott elődjéhez, a Sóknardalrhoz képest. A Windir népies oldalának jelenléte az Arntoron jóval erősebb lett, sőt, néhány szám egyenesen Valfar által átírt és átdolgozott népdal volt, de ez nem tette a zenét "könnyűvé", a lemez tökéletes összetétele a szépségnek és a kegyetlen galádságnak. Az Arntor, elődjéhez hasonlóan, elismerő kritikákat kapott. A kiadványból eközben több, mint 4000 példány került eladásra.

### Egyesülés az Ulcusszal (2000–2004)
2001 Októberében, az 1184 kiadásával egy új fejezet kezdődött a Windir sagájában, merthogy Windir ezúttal már teljes zenekarként működött. Az elismerő visszajelzések nagy nyomást is jelentettek Valfar számára, amikor a harmadik sorlemezt írni kezdte. Valfar azonban mindig többet és többet szeretett volna elérni, és annak ellenére, hogy azt érezte, hogy volt fejlődés, mégis volt valami, ami hiányzott. És ez nem volt más, mint egy teljes zenekar, így hát egyesítették erőiket Hvállal és zenekarával, a szintén sogndali Ulcusszal. Valfar az Ulcus tagokkal nőtt föl, így az összeolvadással semmi gond nem volt, hiszen mindannyian ugyanolyan mentalitással rendelkeztek. Valfar és Hváll külön írt számokat az 1184-re, de az anyagot ketten együtt készítették, hogy hasonló hangzást kapjanak. Az 1184 lelkes fogadtatást kapott a kritikusoktól és a rajongóktól egyaránt.
A negyedik, utolsó nagylemez, a Likferd ('Temetés') 2003. március 27-én jelent meg. 2002. december és 2003. január közt rögzítették, az 1184-hez hasonlóan az Akkerhaugen Lydstudioban, a borítóhoz pedig felhasználták az Adolph Tidemand és Hans Gude által 1853-ban készített, Likferd at Sognefjorden című festményt.
2003 júliusában a Windir eljutott az Egyesült Államokba, ahol két koncertet játszottak a Milwaukee Metalfesten, majd ezt ősszel egy sikeres norvégiai turné követte.
A Windir új lemeze a Tabu Recordings gondozásában jelent volna meg, amit Svédországban, az Abyss Studioban vettek volna föl május–június folyamán, 2004-ben.

### Valfar halála, és ami utána történt (2004–2012)
2004. január 14-én Valfar a családja Fagereggi-i kunyhójába indult, de nem érkezett meg. Három nappal később a hatóságok Sogndal völgyében, Reppastølennél találták meg a testét. Hóviharba került, és kihűlésben (hipotermia) halt meg.
Mivel a Windir elsősorban Valfar zenekara volt, a többiek nem folytatták nélküle, így a Windir feloszlott. A család bátorítására azonban később, Valfar 26. születésnapján egy búcsúkoncert erejéig még összeálltak. Ez volt tehát a Windir búcsúkoncertje, ahol, bár a legtöbb énekrészt Sture szolgáltatta, vendégénekesként fellépett velük Cosmocrator, és Valfar testvére, Vegard Bakken is. A koncert anyagát (DVD-n) 2005 június 20-án jelentette meg a Tabu Recordings, SognaMetal címmel.
A koncert napján, szeptember 3-án jelent meg a Valfar, ein Windir című válogatás CD, a Tabu Recordings gondozásában. Az tizenegy számot tartalmazó első lemezen élő felvételek, új, és újra felvett régi Windir számok kaptak helyet a más zenekarok által előadott tisztelet-feldolgozások mellett, míg a második lemezre a korábban már kiadott Windir számokból került fel tizenkettő. A lemez bevételeit Valfar családja kapja.
A megmaradt tagok három különböző zenekarban folytatták. A Mistur alapítói közt Stromot, a Cor Scorpii alapítói közt Righet, Stromot és Steingrimet találhatjuk, a Vreidet pedig Hváll, Steingrim és Sture alapította, de 2010-ben Strom is csatlakozott hozzájuk, így jelenleg az egész zenekar egykori Windir tagokból áll.
A Candlelight Records 2005-ben megjelentette a SognaMetalt és a Valfar, ein Windir 1 CD-s változatát az Egyesült Államokban. A Valfar, ein Windir egy másik 1 CD-s változatát pedig a Фоно (Fono) jelentette meg Oroszországban, 2004-ben. A brazil Somber Music 2009 végén megjelentette Brazíliában az Arntor, az 1184, és a Likferd lemezeket, és a Head Not Found is többször újra kiadta az első három nagylemezt.

### Ünnepi koncertek (2013–2014)
Valfar 35. születésnapján (2013. szeptember 3.), a Vreid, facebook oldalán bejelentette, hogy a sognametal első 20 évét ünnepelendő három különleges koncertet fognak adni 2014-ben, mivelhogy az Ulcus és a Windir egyaránt 1994-ben indult. A nagy érdeklődésre való tekintettel e három koncertet októberben egy komplett "ünnepi turné" követte, ahol mindhárom zenekar (Ulcus, Windir, Vreid) számaiból állították össze a műsort.

## Stílus

### Zenei stílus
A Windir zenéje alapvetően black metal, de Sogndal kultúrája is jelentős súllyal van jelen mind a dallamokban, mind a dalszövegekben. Az NRK riportjából kiderülhet, hogy Valfar a metal, a népzene és a történelem eme ötvözetére inkább a sognametal kifejezést szereti használni a black metal helyett, annak ellenére, hogy az utóbbit korántsem tartja olyan veszélyesnek, mint amilyennek egy kívülálló számára látszódhat, miközben már Norvégia egyik legnagyobb exportjává vált.

### Dalszövegek
A Windir szövegei igen különlegesek: nem csupán norvégul, hanem a helyi nyelvjárás, a saognamaol ('sogni nyelv') egy ősi változatában íródtak. A szövegek nemzeti romantikáról, és otthonuk, Sogndal történelméről szólnak. Az 1184-tól kezdve a szövegek már nem csak saognamaol nyelvjárásban, hanem angol nyelven is íródtak.

#### Ki volt Arntor?
A fimreitei csata egy jól ismert esemény a norvég történelemben. 1184-ben Sverre Sigurdsson és Magnus Erlingsson ütköztek meg egymással a Sogndali fjordon. Magnus a csatában elesett, Sverre pedig Norvégia egyedüli királya lett, és Sogndalt pedig Sverre felgyújtatta.
S ki volt Arntor? Sverre király, 1183 karácsonya előtt magasabb adót követelt a falubéliektől, akik erre feldühödtek. Összegyűltek, Arntorral egyetemben, és a király által odaállított helyőrség embereihez fordultak. Amott papok, hercegek, és szolgák ünnepelték a karácsonyt, az asztalokat ellepték a finom ételek és jó italok. A tömeg azt kérte, kíméljék meg őket ebben a viszálykodásban, de mindegyiküket meggyilkolták.
Sverre dühös volt a történtek után. Egyenesen Sogn felé indult seregével, ahol is a falut felégetni, és a vétkeseket pedig kivégezni akarta. Ekkor Magnus meghallotta, hogy Sverre úton van Sogn felé, és ebben egy lehetőséget látott arra, hogy megölje. Egybegyűjtötte seregét és Sognefjordba hajózott.
Végül, Sverre felégette a falut. Úgy tartják, Arntor Magnus-szal harcolt és esett el Firmreitenél, de senki sem tudja biztosan – csak annyit tudunk, hogy e viszály idején halt meg. Sverre elkobozta Arntor Kvåle nevű birtokát, és saját új embereit állította oda. Kvåle volt a leggazdagabb birtok a faluban, így a következmények súlyosak voltak. A zenekar basszusgitárosa, Hváll, egyébként Arntor egyenes ági leszármazottja.

## Tagok

### Utolsó felállás
- Valfar – ének és kiegészítő hangszerek, illetve majdnem minden az Arntorig (1994–2004)
- Hváll – basszusgitár (2001–2004)
- Steingrim – dobok (1994–2004)
- Sture – ritmusgitár (2001–2004)
- Strom – szólógitár (2001–2004)
- Righ – szintetizátor (2001–2004)

### Korábbi tagok
- Sorg – gitár (1994–1996) és kórus (a Det Gamle Riket c. demón)

## Kiadványok

### Demók
- Sogneriket (1994)
- Det Gamle Riket (1995)

### Nagylemezek
- Sóknardalr (1997)
- Arntor (1999)
- 1184 (2001)
- Likferd (2003)

### Egyebek
- Valfar, ein Windir (válogatás, 2004)
- SognaMetal (DVD, 2005)
- The Sognametal Legacy (LP Box Set, 2021)

## Kapcsolódó linkek
- A firmreitei csata az angol wikipédián
- Metal Archives adatlap